# Gießener Becken
Das Gießener Becken ist eine Beckenlandschaft im Bereich der Stadt Gießen und Teil der naturräumlichen Haupteinheit Marburg-Gießener Lahntal im Westhessischen Bergland. Es teilt sich auf in die Gießener Lahntalsenke mit dem Tal der Lahn zwischen Lollar und Leun nebst Mündungslauf der Dill ab Ehringshausen und dem sich nach Südosten anschließenden Großenlindener Hügelland.

## Geographie

### Das Gießener Becken im Senkenverbund
Das Gießener Becken ist Teil der Mittelmeer-Mjösen-Zone, innerhalb derer es die Wetterau nach Nordwesten verlängert, bevor der Vordere Vogelsberg die Senke nach Nord(ost)en basaltisch zum Amöneburger Becken hin abriegelt. Als Grenzsenke des Westhessischen Berglandes zum westlich gelegenen Rheinischen Schiefergebirge wird es nach Norden durch die Elnhausen-Michelbacher Senke und die Wetschaft-Senke verlängert.
Nach Westen wird das Gießener Becken durch das Dilltal und das Gießen-Koblenzer Lahntal verlängert, während die nördlich und oberhalb liegende Marburger Lahntalsenke lediglich einen schmalen Durchbruch durch die Buntsandsteinplatten von Marburger Rücken und Lahnbergen – beides mehr oder weniger Südostausläufer des Burgwaldes – darstellt.

### Angrenzende Mittelgebirge
Die Gießener Lahntalsenke stößt bis Gießen nach Westen und im weiteren Verlauf nach Norden, an den Krofdorf-Königsberger Forst, den südöstlichsten Teil des Gladenbacher Berglandes mit dem großen zusammenhängenden Waldgebiet des Krofdorfer Forstes und den markanten, 498 m hohen Dünsberg. Noch innerhalb der Lahntalsenke sind dem Dünsberg die gut 300 m hohen Basaltkegel von Gleiberg und Vetzberg vorgelagert.

## Geologie

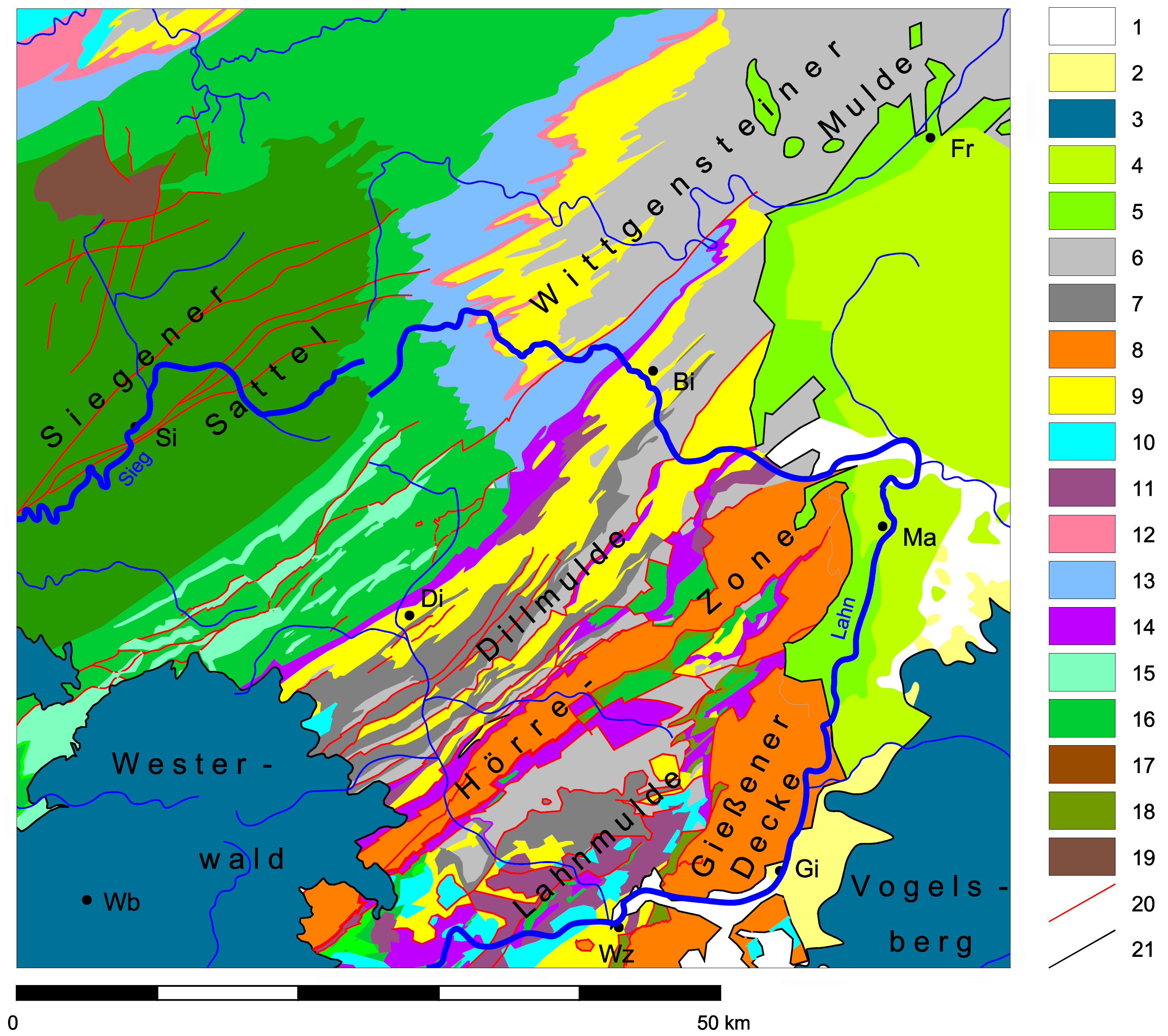
Geologische Karte

Das stark tonschluffhaltige Gießener Becken wird in der Hauptsache durch den Basalt des Vogelsberges im Osten und die Grauwacken der Gießener Decke im Westen begrenzt.

## Naturräumliche Gliederung
Das Gießener Becken gliedert sich wie folgt:
- (zu 348 Marburg-Gießener Lahntal)
  - 348.1 Gießener Becken
    - 348.10 Gießener Lahntalsenke
    - 348.11 Großenlindener Hügelland

### Gießener Lahntalsenke
Die Gießener Lahntalsenke folgt der Lahn von unterhalb der Salzbödemündung über Lollar nach Gießen zunächst in Richtung Süden, um sich dann westwärts über Wetzlar nach Solms zu wenden. Nordwestlich von Wetzlar zählt der Mündungslauf der Dill ab Ehringshausen ebenfalls zum Naturraum.

#### Orte und Zuflüsse
Nacheinander passiert die Lahn die Gemeinden Lollar, Wettenberg, Gießen, Heuchelheim, Wetzlar, Lahnau, wieder Wetzlar und Solms.
Die wichtigsten Nebenflüsse und Seen (kursiv) der Gießener Lahntalsenke sind

(Zur besseren Übersicht bzw. zur Sortierung flussabwärts sind in die DGKZ-Ziffern nach der 258 – Lahn – Bindestriche eingefügt!):
Beachte: „rechts“ heißt bis Gießen „westlich“, also auf einer Karte links!
| Name             | Lage   | Länge [km] | Einzugs- gebiet [km²] | Abfluss (MQ) [l/s] | Mündung nach [Lahn-km] | auf [m. ü. NN] | in                   | Kreis | Herkunft des Flusses [ Naturraum ] | DGKZ     |
| ---------------- | ------ | ---------- | --------------------- | ------------------ | ---------------------- | -------------- | -------------------- | ----- | ---------------------------------- | -------- |
| Tiefenbach       | links  | 3,4        | 4,9                   |                    | 88,1                   | 165            | Odenhausen (r)       | GI    | VV (Lumda-Plateau)                 | 258-352  |
| Lumda            | links  | 30,0       | 131,5                 | 950                | 93,6                   | 160            | Lollar (l)           | GI    | VV (Lumda-Plateau)                 | 258-36   |
| Wißmarer See     | rechts |            |                       |                    | 94,0                   | 158            |                      | GI    |                                    |          |
| Wissmarbach      | rechts | 6,2        | 10,4                  | 53                 | 94,3                   | 158            | Wißmar (r)           | GI    | Krofdorf-Königsberger Forst        | 258-372  |
| Silbersee        | rechts |            |                       |                    | 97,4                   | 157            |                      | GI    |                                    |          |
| Gleibach         | rechts | 7,7        | 7,5                   |                    | 98,6                   | 156            | Launsbach (r)        | GI    | Krofdorf-Königsberger Forst        | 258-376  |
| Wieseck          | links  | 24,3       | 119,6                 | 664                | 102,2                  | 155            | Gießen (l)           | GI    | VV (Laubacher Hügelland)           | 258-38   |
| Fohnbach         | rechts | 12,0       | 13,5                  | 85                 | 103,9                  | 153            |                      | GI    | Krofdorf-Königsberger Forst        | 258-394  |
| Bieber           | rechts | 13,6       | 34,7                  | 217                | 105,1                  | 151            | Heuchelheim (r)      | GI    | Krofdorf-Königsberger Forst        | 258-394  |
| Kleebach         | links  | 26,9       | 164,6                 | 816                | 106,2                  | 150            | nördl. Allendorf (l) | GI    | Großenlindener Hügelland           | 258-396  |
| Dutenhofener See | links  |            |                       |                    | 106.6                  | 150            |                      | LDK   |                                    |          |
| Welschbach       | links  | 7,6        | 12,1                  | 74                 | 107,4                  | 150            | Dutenhofen (l)       | LDK   | Großenlindener Hügelland           | 258-3972 |
| Schwalbenbach    | rechts | 9,5        | 12,8                  | 76                 | 110,2                  | 149            | Atzbach (r)          | LDK   | Krofdorf-Königsberger Forst        | 258-398  |
| Wetzbach         | links  | 11,7       | 32,9                  | 262                | 119,6                  | 148            | Wetzlar (l)          | LDK   | Wetzlarer Hintertaunus             | 258-3996 |
| Dill             | rechts | 55,0       | 717,7                 | 9514               | 120,4                  | 147            | Wetzlar (l)          | LDK   | Dilltal                            | 258-4    |
| Grundbach        | rechts | 3,5        | 7,7                   |                    | 126,1                  | 142            | Oberbiel (r)         | LDK   | Krofdorf-Königsberger Forst        | 258-514  |
| Solmsbach        | links  | 24,6       | 112,5                 | 840                | 128,1                  | 141            | Burgsolms (l)        | LDK   | Wetzlarer/Weilburger Hintertaunus  | 258-52   |

### Großenlindener Hügelland
Das Großenlindener Hügelland schließt sich südsüdöstlich an das Tal der Lahn zwischen Gießen und Wetzlar an und geht, weiter in diese Richtung, fließend in die Wetterau über, wobei die Grenze in der Hauptsache der Wasserscheide zwischen Lahn und Main folgt. An der westlichen Nahtstelle zum Wetzlarer Hintertaunus erreicht es Höhen von bis zu 300 m, an der östlichen zum Gießener Landrücken, der bereits Teil des Vorderen Vogelsberges ist, und im Zentrum deutlich weniger.
Zentrale Orte sind Linden und Langgöns.

## Allgemeine Quellen
- Karten und Daten des Bundesamtes für Naturschutz (Hinweise)
- Landschaftssteckbriefe des Bundesamtes für Naturschutz (Hinweise)
  - 23400 Großenlindener Hügelland (zusammen mit Wetterau)
  - 202 Verdichtungsraum Gießen (Gießener Lahntalsenke)
- Geologische Karten von Hessen
  - Geologieviewer des Hessischen Landesamtes für Naturschutz, Umwelt und Geologie (Hinweise)
  - Geologische Karte Hessens (GÜK 300), Hessisches Landesamt für Naturschutz, Umwelt und Geologie (PDF; 14,1 MB)
  - „Geologische Übersichtskarte von Hessen“. Geschichtlicher Atlas von Hessen.  In: Landesgeschichtliches Informationssystem Hessen (LAGIS).